# 작센바이마르아이제나흐 대공국
작센바이마르아이제나흐 공국(독일어: Sachsen-Weimar-Eisenach)은 1809년 작센바이마르와 작센아이제나흐의 에르네스틴 공국이 합병하여 공국으로 탄생한 독일국이다. 1741년부터 개인 연합에 있었던 것이다. 1815년 빈 의회의 결의로 대공국으로 격상되었다. 1903년에는 작센 대공국(독일어: Großherzogtum Sachsen)으로 공식 명칭을 변경하였다. 하지만 이 이름은 거의 사용되지 않았다. 대공국은 독일 제국의 다른 군주제들과 함께 1918년~1919년의 독일 혁명에서 막을 내렸다. 그것은 2년 후 새로운 튀링겐 자유국으로 통합된 작센바이마르아이제나흐 자유주에 의해 계승되었다.
완전한 대공 양식은 작센-바이마르-아이제나흐 및 튀링겐의 방백, 마이센의 변경백, 헨네베르크의 독일 백작, 블랑켄하인과 네우스타트 및 타우텐부르크의 귀족이었다.
작센바이마르아이제나흐 지점은 1672년 이후 웨틴가의 현존하는 가장 족보학적으로 수명이 많은 지점이었다.

## 역사
1741년 이래 작센바이마르 공국과 작센아이제나흐 공국은 동군연합 상태였다. 1809년에 두 공국을 합병하여 작센바이마르아이제나흐 공국이 되었고, 1815년에는 동쪽의 노이슈타트 안 데어 오를라(Neustadt an der Orla) 지역을 흡수하면서 대공국으로 승격하였다.
1871년 독일제국의 일부가 되었다. 1918년 군주제 폐지 후 2년 간 작센바이마르아이제나흐 자유주(Freistaat Sachsen-Weimar-Eisenach)로 불리다가 1920년 튀링겐주에 합병되었다. 수도는 바이마르였으며 면적은 3,617 km2, 인구는 1910년 당시 417천 명이었다. 주민의 대부분은 국교인 루터파 개신교도였다.
국기는 1897년 이전에는 위에서부터 흑-녹-황색을 사용하다가, 그 이후는 위에서부터 흑-황-녹색을 사용하였다.

## 역대 군주
베틴가의 에른스트계가 대공들이었다.
- 1816년 - 1828년 카를 아우구스트 (1757-1828)
- 1828년 - 1853년 카를 프리드리히 (1783-1853)
- 1853년 - 1901년 카를 알렉산더(de) (1818-1901)
- 1901년 - 1918년 빌헬름 에른스트(de) (1876-1923)

### 작센바이마르아이제나흐 대공가 수장
- 1918년 - 1923년 빌헬름 에른스트(de)
- 1923년 - 1988년 카를 아우구스트 대공세자 (1912-1988)
- 1988년 - 현재 미하엘 (1946-)

## 영토, 인구

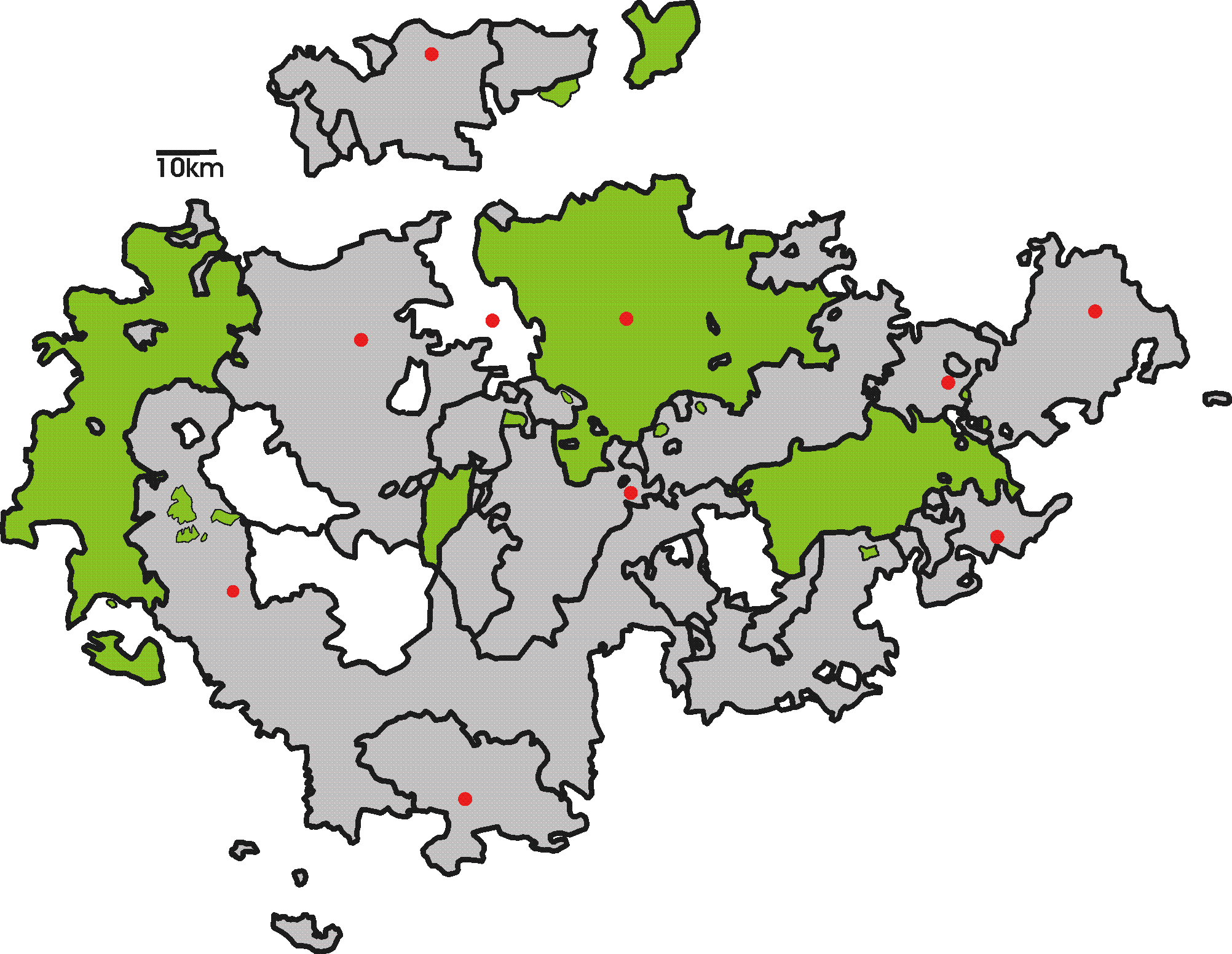
튀링겐의 여러 공국들(작센 공작령)에서 작센바이마르아이제나흐 대공국의 위치 (초록색, 1900년경)

이 대공국은 1910년 현재로 3개 군(郡)의 5개 행정구가 관할하는 35개 시(市)로 이뤄졌는데, 이 3개 군은 튀링겐의 다른 공국들에서처럼 또한 13개의 외비지(de)(外飛地)를 관할했다.
- 바이마르 군: 2 행정구가 관할하는 19 시, 6 외비지로 구성. 지도 가운데에 위치하는 바이마르 행정구(de) 중에서 붉은 점이 찍힌 바이마르가 이 대공국의 수도였다. 또, 아폴다 행정구(de)에는 교육의 중심지인 예나(de) 시가 있었다. 1910년 당시 면적 1,752.59 km2, 인구 236,800명.
- 아이제나흐 군: 지도 왼쪽에 있으며, 2 행정구, 9 시, 3 외비지로 구성. 아이제나흐 행정구(de)가 중심지였다. 1910년 면적 1,214.03 km2, 인구 119,600명.
- 노이슈타트 군(de): 지도의 오른쪽인 노이슈타트 행정구(de)가 관할하는 7 시, 4 외비지로 구성. 1910년 면적 628.71 km2, 인구 60,700명.

## 같이 보기
- 아우구스타 폰 작센바이마르아이제나흐 대공녀, 독일국의 빌헬름 1세의 황후 (1811-1890)